# 阿丽茜亚·雷特
阿丽茜亚·雷特（英語：Alicia Rhett，1915年2月1日—2014年1月3日），是一名美国的演员和肖像画家。她以1939年电影《乱世佳人》中扮演尹蒂·威尔克斯而著名。
雷特祖籍英国利物浦，阿丽茜亚的父亲死于第一次世界大战，之后和母亲搬到南卡查尔斯顿，并开始投身影视圈。1936年，她被好莱坞导演乔治·库克选中，出演《乱世佳人》的尹蒂·威尔克斯。之后因为没有合适机会，她返回到南卡，并退出影视界，并投身到肖像绘画中。2014年1月3日，她在当地去世，享年98岁。